# Max Salminen
Max Salminen (Lund, 22 de septiembre de 1988) es un deportista sueco que compite en vela en las clases Star y Finn. 
Participó en dos Juegos Olímpicos de Verano, obteniendo una medalla de oro en Londres 2012, en la clase Star (junto con Fredrik Lööf), y el sexto lugar en Río de Janeiro 2016 (clase Finn).
Ganó dos medallas en el Campeonato Mundial de Finn, oro en 2017 y plata en 2018, y una medalla de bronce  en el Campeonato Europeo de Finn de 2018. También obtuvo una medalla de plata en el Campeonato Europeo de Star de 2012.

## Palmarés internacional
| Juegos Olímpicos   | Juegos Olímpicos      | Juegos Olímpicos | Juegos Olímpicos |
| Año                | Lugar                 | Medalla          | Clase            |
| ------------------ | --------------------- | ---------------- | ---------------- |
| 2012               | Londres (Reino Unido) | Medalla de oro   | Star             |
| Campeonato Europeo |                       |                  |                  |
| Año                | Lugar                 | Medalla          | Clase            |
| 2012               | San Remo (Italia)     | Medalla de plata | Star             |

| Campeonato Mundial | Campeonato Mundial       | Campeonato Mundial | Campeonato Mundial |
| Año                | Lugar                    | Medalla            | Clase              |
| ------------------ | ------------------------ | ------------------ | ------------------ |
| 2017               | Balatonföldvár (Hungría) | Medalla de oro     | Finn               |
| 2018               | Aarhus (Dinamarca)       | Medalla de plata   | Finn               |
| Campeonato Europeo |                          |                    |                    |
| Año                | Lugar                    | Medalla            | Clase              |
| 2018               | Cádiz (España)           | Medalla de bronce  | Finn               |